# Roland Bailly
Pour les articles homonymes, voir Bailly.
Roland Bailly est un acteur et metteur en scène français
né le 2 juillet 1921 à Colombes et mort le 17 avril 1986 à Paris 16e.
Il a mis en scène La Bonne Planque, pièce de Michel André à l'origine de l'émission de la télévision française : Au théâtre ce soir.

## Biographie

### Vie privée
Roland Bailly fut marié à la comédienne Pierrette Bruno.

## Théâtre
- 1944 : À cheval sur la mer : L'Ombre de la ravine de John Millington Synge, mise en scène André Brut, théâtre Gustave-Doré
- 1946 : La Putain respectueuse de Jean-Paul Sartre, mise en scène Julien Bertheau, théâtre Antoine
- 1946 : Morts sans sépulture de Jean-Paul Sartre, mise en scène Michel Vitold, théâtre Antoine
- 1948 : Les Mains sales de Jean-Paul Sartre, mise en scène Pierre Valde, théâtre Antoine
- 1949 : Chéri de Colette, mise en scène Jean Wall, théâtre de la Madeleine
- 1950 : Ce soir à Samarcande de Jacques Deval, mise en scène Jean Darcante, théâtre de la Renaissance puis théâtre des Célestins
- 1952 : La Duchesse d'Algues de Peter Blackmore, mise en scène Christian-Gérard, théâtre Michel
- 1955 : Judas de Marcel Pagnol, mise en scène Pierre Valde, théâtre de Paris
- 1962 : La Bonne Planque de Michel André, mise en scène Roland Bailly, théâtre des Nouveautés
- 1965 : Ouah ! Ouah ! opérette de Michel André, mise en scène Roland Bailly, musique Étienne Lorin et Gaby Wagenheim, théâtre de l'Alhambra

## Filmographie
- 1946 : Solita de Cordoue ou Amour de gitane de Willy Rozier
- 1946 : Le Fugitif de Robert Bibal
- 1947 : Mademoiselle s'amuse de Jean Boyer
- 1947 : Les Requins de Gibraltar de Emil-Edwin Reinert
- 1951 : Les Mains sales de Fernand Rivers et Simone Berriau
- 1952 : La Putain respectueuse de Charles Brabant et Marcello Pagliero
- 1953 : Cet homme est dangereux de Jean Sacha
- 1955 : L'Amant de Lady Chatterley de Marc Allégret
- 1955 : Les hommes en blanc de Ralph Habib
- 1956 : Pitié pour les vamps de Jean Josipovici
- 1956 : Notre Dame de Paris de Jean Delannoy
- 1958 : Quand sonnera midi d'Edmond T. Gréville
- 1960 : Interpol contre X de Maurice Boutel